# Christian Chemnitz

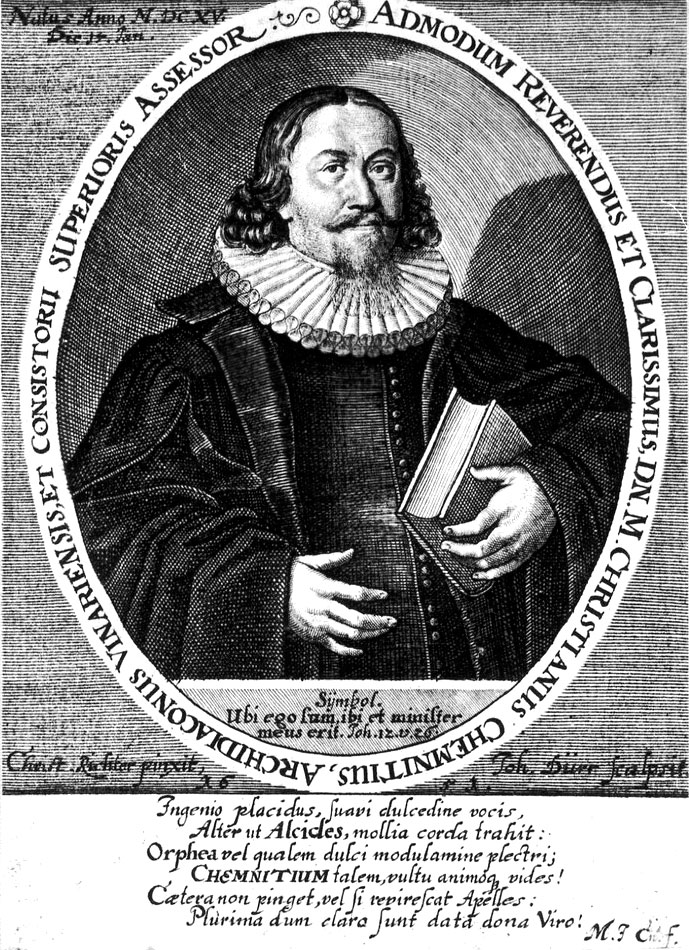
Christian Chemnitz

Christian Chemnitz auch: Chemnitius (* 17. Januar 1615 in Königsfeld; † 3. Juni 1666 in Jena) war ein deutscher lutherischer Theologe.

## Leben
Christian Chemnitz stammte aus einer Gelehrtenfamilie, die ihren Ursprung in Pritzwalk in der Prignitz hatte. Der Vater Martin Chemnitz (1564–1627) war Pfarrer in Königsfeld in Sachsen, die Mutter Dorothea Jentsch († 1634) war die Tochter des Bürgermeisters von Geithain und Stadtschreibers Johann Jentzsch. Mit seinem Bruder Christoph Chemnitz zog er im Juni 1626 nach Zeitz, wo er die dortige Schule besuchte. Im Mai 1632 verließ er mit der Abschiedsrede de laudibus musices die Bildungseinrichtung und begann an der Universität Leipzig ein Studium. Wegen der dort herrschenden Pest begab sich am 4. August 1633 an die Universität Jena. Hier erwarb er 1633 unter Paul Slevogt das Baccalaurat und avancierte am 8. August 1637 zum Magister der Philosophischen Wissenschaften. Danach beteiligte er sich weiter am Vorlesebetrieb der Hochschule und wurde am 14. September 1638 Rektor der Jenaer Stadtschule.
1643 wurde er Diakon in Weimar und stieg 1645 zum Archidiakon daselbst auf. 1652 ging er wieder nach Jena, wo er seit dem 3. August als Koadjutor des Superintendenten Johannes Major wirkte. Am 31. August desselben Jahres promovierte er zum Doktor der Theologie und übernahm eine außerordentliche theologische Professur an der Universität Jena. Nach dem Tod von Major übernahm er einen ordentlichen Lehrstuhl an der theologischen Fakultät und erhielt die dortige Superintendentur. Zudem beteiligte er sich an den organisatorischen Aufgaben der Salana. So war er einige Male Dekan der theologischen Fakultät und in den Wintersemestern 1655 und 1659 Rektor der Alma Mater.
Chemnitz gehört zu den milderen Vertretern der lutherischen Orthodoxie des 17. Jahrhunderts. Von diesem Standpunkt aus setzte er sich u. a. mit Angelus Silesius auseinander. Auch wenn seine exegetischen, dogmatischen und erbaulichen Werke heute überholt sind, bleiben sie doch wertvolle Zeitzeugnisse.

## Familie
Christian Chemnitz war zweimal verheiratet. Seine erste Ehe schloss er am 12. November 1638 mit Christina Kiesenhöfer (* 24. Mai 1620 in Jena; † 22. Mai 1657 ebd., begr. 24. Mai 1657 St. Michael ebd.), der Tochter des Jenaer Bürger und Kaufmanns Johann Kiesenhöfer († 5. Februar 1622 in Jena) und dessen Frau Christina Geibert (auch Geubert; † 15. August 1638 in Jena). Aus der Ehe stammten 6 Söhne und 4 Töchter. Christina starb nach der letzten Entbindung. Am 12. Juli 1658 heiratete Chemnitz in Jena in zweiter Ehe Maria Gerhard, die Tochter des Johann Gerhard und Witwe des Gothaer Hofarztes Johann Volck. Aus der Ehe stammte eine Tochter.
Von den Kindern kennt man:
- Johannes Chemnitz (* 25. Oktober 1639 in Jena; † 26. November 1639 ebd.)
- Christina Chemnitz (* 17. Oktober 1640 in Jena; † 22. Oktober 1640 ebd.)
- Eva Chemnitz (* 18. November 1642 in Jena; † 3. Juni 1703 in Eisenberg) verheiratet am 22. September 1662 in Jena mit dem Superintendenten in Eisenberg Johann Friedrich Gerhard (* 5. November 1631 in Jena; † 6. Mai 1667 in Eisenberg), in zweiter Ehe verheiratet mit Matthias Jessen
- Dorothea Sophia Chemnitz (* 2. September 1645 in Weimar; † 9. Dezember 1645 ebd.)
- Christian Chemnitz (* 20. Februar 1648 in Weimar; † 20. März 1648 ebd.)
- Johann Adam Chemnitz (* 27. Dezember 1649 in Weimar; † 13. Januar 1650 ebd.)
- Anna Sophia Chemnitz (* 14. Januar 1651 in Weimar; † 14. März 1651 ebd.)
- Samuel Chemnitz (* 10. Mai 1652 in Weimar, immatr. 2. März 1656 Uni. Jena, Dr. med. 1677 (De extractione foetus mortui ex utero materno))
- Friedrich Chemnitz (* 23. November 1654 in Jena; † 21. Dezember 1654 ebd.)
- Ernst Christian Chemnitz (* 11. Mai 1657 in Jena, immatr. Januar 1668 Uni. Jena h. c.)
- Sophia Susanna Chemnitz (* 10. Mai 1659 in Jena; † 19. Juni 1722) verheiratet 31. Oktober 1681 mit dem Rentmeister Johannes Probst (* 23. Oktober 1642 in Zwenkau; † 20. Mai 1704 in Jena), dem Sohn des Zwenckauer Pfarrers Johann Probst, verh. II mit dem Sprachlehrer in Jena Peter Provonsal († 28. Juni 1742 in Jena)

## Werke (Auswahl)
- In me intuens pius esto, Predigten von der Sündfluth. Jena 1645.
- Göttliches vergiß mein nicht, oder Predigt von den 4. letzten Dingen. Weimar 1649.
- Historiam Josephi in CX. Predigten. Erfurt 1653.
- Collegium Epistolicum Latinum. Leipzig 1654.
- Breve Examen der Ursachen, welche D. Schefflern zum Abfall zur Röm. Kirche bewogen. Jena 1655.
- Collegium Disputatorium super Epist. ad Galat. Jena 1656.
- Disput. inaug. de Problemate: An Lutherani et Caluiniani in fundamentalibus fidei Articulis consentiant, quod negatur. Jena 1657.
- Methodum concionandi. Jena 1658.
- De arbore scientiae boni et mali. Jena 1659.
- Breuem instructionem futuri Ministri Eccelsiae. Jena 1661.
- Disp. inaug. de vera ac reali praesentia corporis et sanguinis Christi in Coena. Jena 1662.
- Responsionem pro Gerhardo contra Vorstium. Jena 1663.
- Verthädigter Grund des Glaubens und Seeliigkeit etc. oder Bericht auf Henr. Mart. Eccardi Bedencken über das Theolog. Gespräch 1661 zu Cassel etc. Jena 1664.
- Exercitationem de Esaui salute. Jena 1665.
- Disp. de tentatione sensus et inexistentiae fidei. Jena 1666.
- Praelectiones Hutteri Compendium. Jena 1670.
- Jenisches Hand-Buch von D. Gerharden zusammengetragen. Jena 1674.
- Ermahnungs- und Wahrnehmungs-Predigt, dabey der Bericht vom Jenischen Tumult. Jena 1677.